# Ширяев, Александр Владимирович
Ширяев Александр Владимирович (1881—1912) — офицер Российского императорского флота, участник Русско-японской войны, вахтенный офицер броненосного крейсера I ранга «Рюрик», командир кормового плутонга, во время боя в Корейском проливе получил шесть ранений, Георгиевский кавалер, лейтенант.

## Биография
Ширяев Александр Владимирович родился 1 марта 1881 года. В службе с 1900 года. 6 мая 1903 года, после окончания Морского кадетского корпуса, произведён в мичманы. 

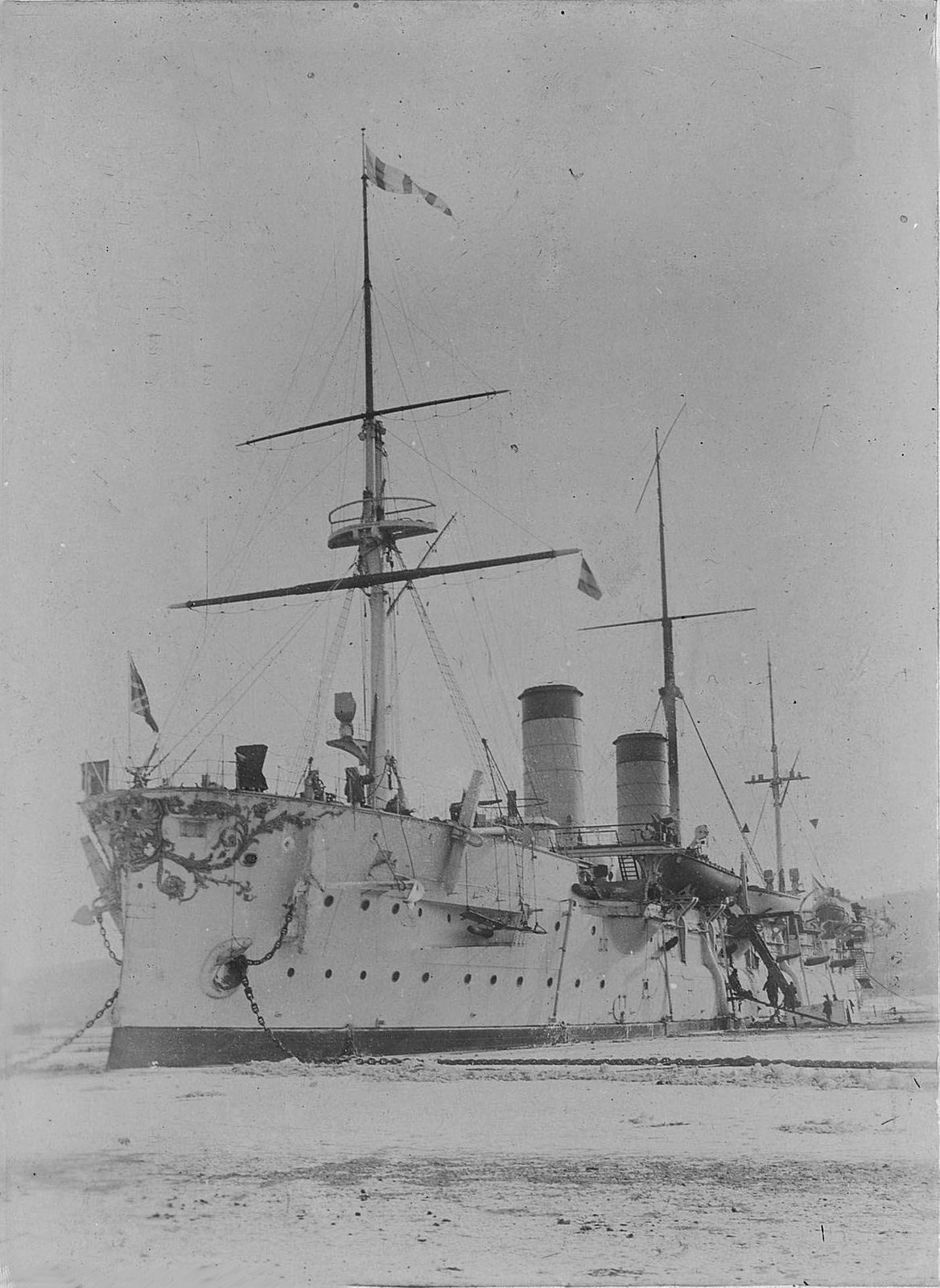
Крейсер «Рюрик» в 1904 году

Начало Русско-японской войны встретил в должности вахтенного офицера броненосного крейсера I ранга «Рюрик», который входил во Владивостокский отряд крейсеров. В июне 1904 года был назначен командиром двух минных катеров с крейсера «Рюрика», которые поступили в распоряжение начальника охраны рейда контр-адмирала К. П. Иессена и по ночам несли сторожевую службу по обеспечению безопасности рейда.
29 июля вернулся на крейсер. 1 августа 1904 года участвовал в бое в Корейском проливе между тремя русскими броненосными крейсерами и японским боевым отрядом из 4 броненосных и 2 бронепалубных крейсеров под командованием вице-адмирала Хиконодзё Камимуры. Мичман Ширяев командовал кормовым плутонгом 6-дм орудий, единственным действовавшим до самого конца 5-часового боя. Офицер был ранен шесть раз. Одним из последних окончил бой. После шестого ранения его унесли на перевязочный пункт, но он с перебитой ногой вернулся к своим орудиям и, когда взрывом разметало орудийную прислугу, помогал заряжать последнее орудие. От потери крови потерял сознание и упал на палубу около своего орудия. Сослуживцы не верили, что после стольких ранений мичман Ширяев остался жив. Мичман К. Г.барон Шиллинг так отзывался о своем сослуживце: «Этим молодым офицером может гордиться наш флот, это красота, это перл нашей молодёжи!». Морской историк, офицер-эмигрант А. П. Лукин в рассказе «Неравный бой» сборника «Флаг адмирала», вышедшего в 1930 году в Риге писал: «… тяжело раненный мичман Ширяев ползал по палубе, умоляя „пить“. Маркович подал ему кружку воды. Он приник к ней, когда осколок снаряда ударил в кружку. Медное колечко с номерком кружки вонзилось ему в череп, кружкой же вышибло все зубы…».
После боя, мичман Ширяев участвовал в офицерском «совете» о судьбе корабля, где офицеры приняли решение затопить крейсер, открыв кингстоны. После гибели корабля, израненный Ширяев вместе с оставшимися в живых членами экипажа «Рюрика» попал в плен. Находился на излечении в Японии, сначала в Сасебском морском госпитале, а затем в Мацуямском госпитале ему сделали многочисленные операции.
26 сентября 1905 года Высочайшим приказом «за отличную храбрость, мужество и самоотвержение, проявленные в бою Владивостокского крейсерского отряда с неприятельскою эскадрою 1-го августа 1904 года» награждён орденом Святого Георгия 4-й степени, 6 декабря 1905 года произведён в лейтенанты за отличие. 16 декабря 1905 года вернулся из плена во Владивосток на транспорте «Киев».
С 22 апреля 1907 года служил в Гвардейском экипаже, на императорской яхте «Полярная Звезда». 6 декабря 1908 года награждён орденом Святого Станислава 3-й степени. Заболел туберкулезом, 15 февраля 1912 года после сильного припадка горловой и легочной чахотки выстрелил себе в грудь из револьвера, но пуля прошла ниже сердца.
Умер 18 февраля 1912 года от последствий ранения в городе Ментона (Франция), похоронен там же. Исключен из списков Морского ведомства 23 февраля 1912 года.